# كين هاوكس
كين هاوكس (بالإنجليزية: Ken Hawkes)‏ هو لاعب كرة قدم بريطاني، ولد في 6 مايو 1933 في Easington, County Durham ‏ في المملكة المتحدة، وتوفي في 2 فبراير 2015. لعب مع سانت نيوتس تاون ونادي بيتربورو يونايتد ونادي لوتون تاون.